# ABB ALP-44
A ALP-44 é uma locomotiva elétrica construída pela empresa sueca Asea Brown Boveri ABB, entre os anos de 1990 e 1996 e está em operação nas ferrovias New Jersey Transit e SEPTA.

## Serviço
A ALP-44 foi originalmente encomendada para a New jersey Transit com quinze unidades (numeradas 4400 até 4414) recebidas em 1990. Uma segunda encomenda com mais cinco unidades (numeradas 4415 até 4419) recebidas em 1995, e uma encomendo final para doze unidades ALP-44M (numeradas 4420 até 4431) recebidas em 1996.

## Especificações
A ALP-44 está baseada no modelo Rc6 da ABB e foi projetada especificamente para o sistema de New Jersey como variação da EMD AEM-7 locomotiva elétrica operada pela Amtrak, MARC Train, e SEPTA. A ALP-44 é suprida de eletricidade por linha aérea que com seus dois conjuntos de pantógrafos produz mais de 7,000 Hps, com uma velocidade máxima de 201 Km/h. Mas devido a restrições das operadoras elas só puderam operam a até 161 Km/h.